# غرق أباد
غرق‌أباد (بالفارسية: غرق‌آباد) هي مدينة تقع في إيران في Nowbaran District. يقدر عدد سكانها بـ 4,394 نسمة .